# Siegfried Haberl
Siegfried „Sigi“ Haberl (* 17. Februar 1967) ist ein ehemaliger österreichischer Eishockeyspieler. Der Stürmer war österreichischer Nationalspieler.
Er spielte beim EHC Lustenau, dem Wiener EV und der VEU Feldkirch. Mit Wien wurde er 1988 Vize-Meister und mit Feldkirch 1994, 1995 und 1996 Österreichischer Meister sowie 1996 Alpenliga-Meister. Mit Lustenau schaffte er 1997 und 2006 und mit Feldkirch 2002 die Nationalligameisterschaft. 2008 beendete er seine Karriere.
Mit der Nationalmannschaft nahm er an der B-Weltmeisterschaft 1989 teil. Nach dem Spiel gegen Norwegen wurde er bei der Dopingkontrolle positiv auf Testosteron getestet und für 18 Monate gesperrt. Nach seiner Sperre wurde er für die B-Weltmeisterschaft 1991 wieder ins Nationalteam berufen.
Nach dem Ende seiner Karriere wurde bei Lustenau seine Rückennummer gesperrt.